# Hügelgrab von Wiera

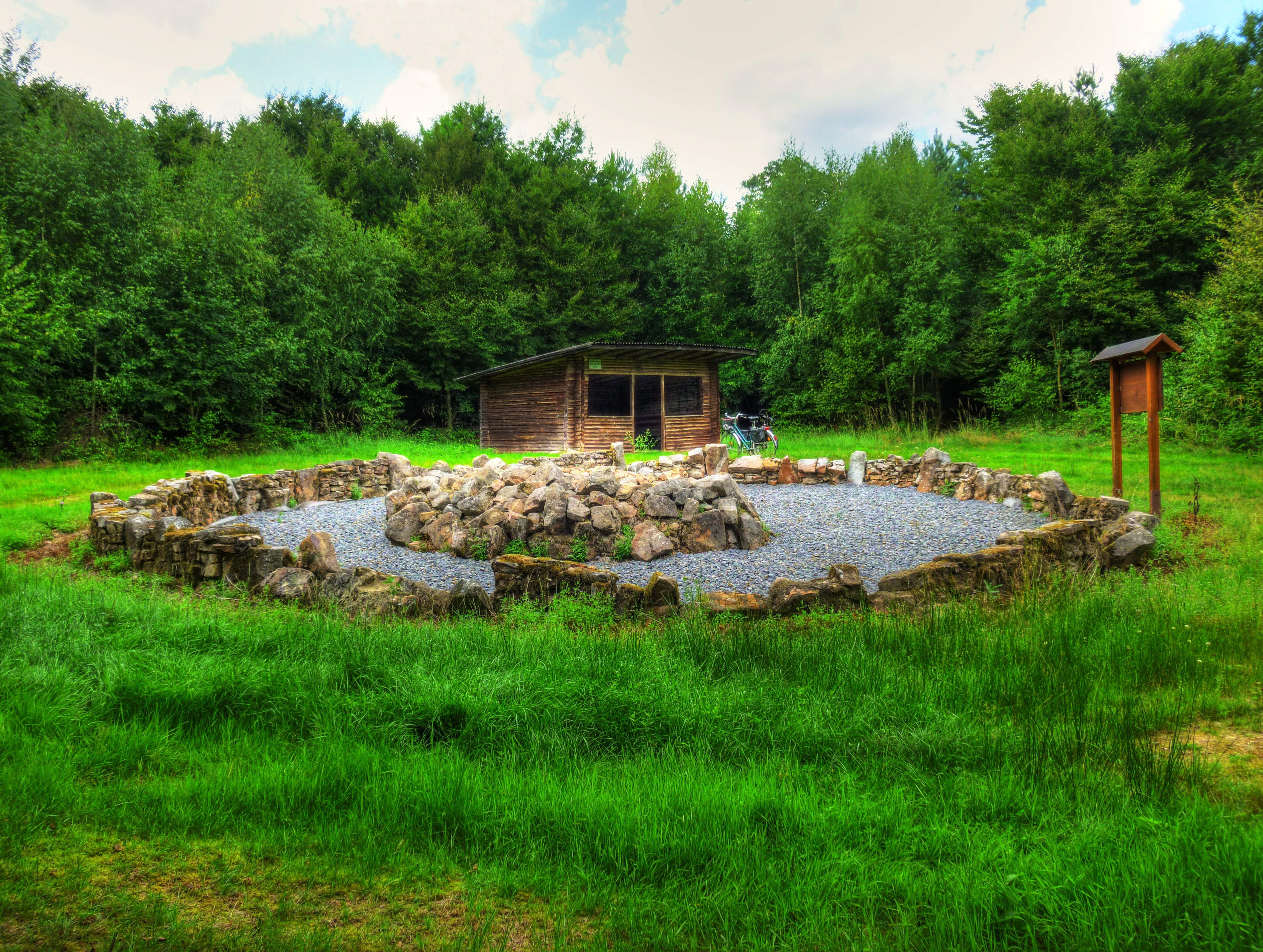
Das Hügelgrab von Wiera

Das Hügelgrab von Wiera ist eine archäologische Fundstätte aus der mittleren Bronzezeit (1700–1200 v. Chr.). Es gehört zu den bedeutendsten Fundstätten aus dieser Zeit in Nordhessen. Das freigelegte Hügelgrab ist insbesondere durch die seltenen Steinpfeilerkreise von archäologischer Bedeutung. Ähnliche Funde lassen sich bisher nur in Hessen und Westfalen nachweisen.

## Lage
Das Hügelgrab von Wiera liegt knapp einen Kilometer südöstlich des Schwalmstädter Ortsteils Wiera am bewaldeten Südwesthang des Heidelbergs.

## Aufbau
Beim Bau von Hügelgräbern schichtete man lose Steine auf oder man verwendete für den Grabhügel einzelne größeren Steinbrocken oder Platten. Sehr selten finden sich Pfostenkreise, oder Kreisgräbchen wie sie ansonsten in Westfalen üblich sind. Die Ausgrabung des Bodendenkmalamtes im Jahr 1932 legte einen Grabbau aus dem 14. Jahrhundert v. Chr. mit einem Durchmesser von elf Meter frei. Begrenzt wurde der Hügelbereich durch einen sorgfältig errichteten Kreis aus Randsteinen. derartige Steinkreise gehören im nord- und osthessischen Kasseler-Schwalmstädter Raum in der Bronzezeit zu den Merkmalen der Hügelgräber. Auffällig ist die besonders sorgfältige Ausführung. In regelmäßigen Abständen finden sich aufrecht stehende Steine von 1,2 m Höhe. Die Zwischenräume waren mit aufgeschichteten, kleineren Platten ausgefüllt. Diese Umbauten hatten die Funktion, den Hügel zu stabilisieren.
Im Zentrum des Kreises wurde ebenerdig der Tote in einem Baumsarg bestattet. Anschließend wurde eine Steinpackung von etwa vier Meter Durchmesser über dem Baumsarg aufgeschüttet. In einem zeitlichen Abstand zur Bestattung wurde schließlich der Erdhügel aufgeschüttet. Der Erdhügel konnte keine große Höhe erreichen. Aus der archäologischen Fundgeschichte sind zwar genauere Maße nicht mehr zu bestimmen, da die aufgeschüttete Erde im Laufe der Zeit erodierte, jedoch geht man von einer Höhe von zwei bis drei Meter aus. Der Erdhügel reichte mit seinem Fuß bis an den Steinkreisinnenrand.

## Funde
In der mittleren Steinlage fand man Spuren eines Skeletts und ein einfaches, unscheinbares Tontöpfchen. Die Funde werden im Hessischen Landesmuseum in Kassel aufbewahrt.

## Restaurierung
Die Gemeinde Wiera entschied sich, die lagegenaue und dauerhafte Erhaltung der Grabanlage zu gewährleisten, indem sie sie mit Mörtel verfugte, nachdem die Steineinbauten des Hügels nach der Ausgrabung wieder errichtet wurden.